# Camden, New Jersey
Camden är en stad i delstaten New Jersey och huvudort i Camden County, USA, med en yta av 27 km² och 79 904 invånare (2000). Camden är en del av Philadelphias storstadsregion. 
Staden grundades av holländska kolonisatörer år 1628 under namnet Fort Nassau, men bytte 1773 namn till Camden efter den engelske greven Charles Pratt, 1:e earl Camden. Under 1800-talet etablerades många företag här, bland annat Campbell Soup Company. Under stora depressionen och andra världskriget blomstrade staden ekonomiskt, men efter krigsslutet började många fabriker stänga ner och flytta ut från staden, vilket även ledde till en folkminskning. 
Omvandlingen till staden som en förort till Philadelphia gjorde att brottsligheten steg i staden, och 1971 bröt civilkravaller ut i staden efter att Horacio Jimenez, en puertoricansk motorcyklist, dödats av två vita poliser. 

## Stadsdelar, byar och samhällen
- Ablett Village
- Bergen Square
- Biedeman
- Bloomfield
- Centerville
- Center City/Downtown Camden/Central Business District
- Central Waterfront
- Cooper
- Cooper-Grant
- Cooper Point
- Cramer Hill
- Delaware Gardens
- Dudley
- East Camden
- Fairview
- Gateway
- Lanning Square
- Liberty Park
- Marlton
- Merchantville
- Morgan Village
- North Camden
- Parkside
- Pavonia
- Pyne Point
- Rosedale
- South Camden
- Stockton
- Waterfront North
- Waterfront South
- Whitman Park
- Yorkship Square